# 애시턴언더라인

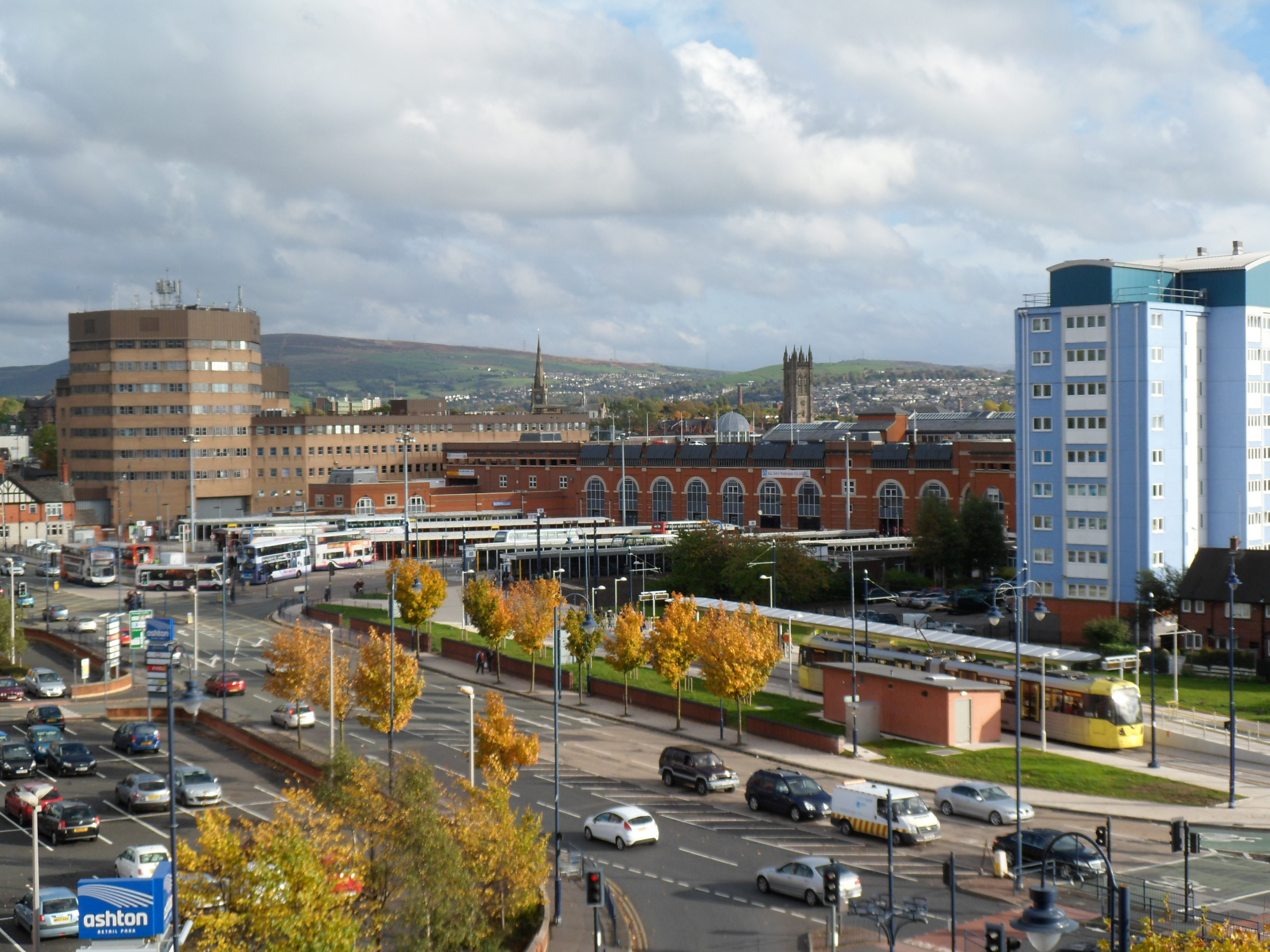
애시턴언더라인

애시턴언더라인(영어: Ashton-under-Lyne)은 잉글랜드 그레이터맨체스터주에 위치한 도시로 인구는 45,198명(2011년 기준)이다. 맨체스터에서 동쪽으로 10km 정도 떨어진 곳에 위치한다.